# 八星抱喜
《八星抱喜》，是一部2012年香港賀歲喜劇電影，由樂視影業、天馬電影出品（香港）有限公司和上海合禾影視投資有限公司出品，樂視娛樂投資（北京）有限公司發行。由陳慶嘉、秦小珍執導，影片分為四個獨立的小故事，講述了四個男人通過對四個女人的幫助，逐漸打開彼此的心結，最終重新找回了人生的價值和意義。
片名雖取自1988年的經典喜劇片《八星報喜》，但除了同為喜劇題材且主演同為八人之外，具體的情節和人物均毫無關聯。
本片於2011年9月底在香港開機，同年11月16日殺青關機。2012年1月20日，影片在香港和中國大陸同步上映。
本片是演員李香琴生前的最後一部電影演出。

## 人物介绍

### 主要角色
| 演員   | 角色          | 關係／暱稱                                |
| 甄子丹 | 譚冠榮        | 過氣歌手 宋秋波男友                       |
| 吳君如 | 宋秋波        | 過氣歌手 譚冠榮女友                       |
| 古天樂 | 彭 堅         | 工地頭目 Julie男友                        |
| 陳慧琳 | Julie Sun     | 攝影師 彭堅女友                           |
| 黃百鳴 | 陳李張/朱玉剛 | 律師 陳思思乾爹                           |
| 楊 冪  | 陳思思        | 富家女 陳李張乾女兒 藍一浩的妻子          |
| 杜汶澤 | 華一聲        | 筆名傾城武 愛情小說作家 談笑男友          |
| 熊黛林 | 談 笑         | 失明人士，後移植眼角膜恢複視力 華一聲女友 |

### 甄子丹、吳君如篇
| 演員          | 角色     | 關係／暱稱                              |
| 田蕊妮        | 黃丹菲   | 前「處女標本」成員 與宋秋波不和，後和解 |
| 鄧梓峰        | 高 佬    | 前「Moment」成員 頒獎禮司儀             |
| 應采兒        |          | 空姐 譚冠榮前女友 Alex之女友            |
| 李尚正        | Billy    | 黃丹菲經理人                            |
| Maria Cordero |          | 宋秋波、黃丹菲之師傅                    |
| 林司敏        | 樂壇新星 |                                         |
| 何尚謙        | 樂壇新星 |                                         |
| 齊釨凐        | 師傅助手 |                                         |
| 谷德昭        | 肥 仔    | 前「Moment」成員                        |
| 馮勉恆        | 蛇 仔    | 前「Moment」成員                        |
| 杜麗莎        | 杜麗莎   | 「歌舞青春」比賽評判                    |
| 黎彼得        | 黎彼得   | 「歌舞青春」比賽評判                    |
| 張繼聰        | 張繼聰   | 「歌舞青春」比賽評判                    |
| 劉浩龍        | 劉浩龍   | 「歌舞青春」比賽評判                    |

### 古天樂、陳慧琳篇
| 演員   | 角色     | 關係／暱稱 |
| 林 雪  | 炳權工友 | 彭堅下屬   |
| 陳炳銓 | 頭盔工友 | 彭堅下屬   |
| 鄭世豪 | 泥頭工友 | 彭堅下屬   |
| Bitto  | 咖喱工友 | 彭堅下屬   |
| 湛淇清 | 太子女   | 被彭堅搭訕 |
| 鄭詩君 | 阿 尖    | Julie助手  |
| 鄭中基 | Shalala  | Julie師傅  |

### 黃百鳴、楊冪篇
| 演員   | 角色     | 關係／暱稱                                                 |
| 龔琳娜 | 夏 凡    | 「抱喜」網站創立人 陳李張(朱玉剛)之前妻、後復合 陳小敏母親 |
| 陳曼娜 | 蘇 菲    | 擁有億萬財產 莫小治妻子、後離婚 比莫小治母親還大兩歲       |
| 鄒凱光 | 尹 健    | 律師 與蘇菲有曖昧關係                                      |
| 葉山豪 | 莫小治   | 蘇菲丈夫、後離婚                                           |
| 吳千語 | 陳小敏   | 陳李張(朱玉剛)親生女兒 討厭父親、後化解成見                |
| 劉子千 | 藍一浩   | 陳思思追求者、後為其夫 陳思思的丈夫                        |
| 陸永權 | 傅二代   | 陳思思追求者                                               |
| 溫 超  | 鄧祖蔭   | 陳思思追求者                                               |
| 林澤群 | 醫 生    | 誤報陳思思毀容                                             |
| 夏春秋 | 證婚律師 | 婚禮主持人                                                 |

### 杜汶澤、熊黛林篇
| 演員   | 角色     | 關係／暱稱                                |
| 李香琴 | 院 長    |                                           |
| 盧覓雪 | 總編輯   | 華一聲上司                                |
| 麥玲玲 | 麥玲玲   | 風水師                                    |
| 潘杰寧 | 女學生   | 傾城武之書迷                              |
| 郭善珩 | 女學生   | 傾城武之書迷                              |
| 李 軒  | 鋼琴師   |                                           |
| 余慕蓮 | 何碧雲   | 談家管家 冠希女友                         |
| 陸浩明 | 倒霉司機 |                                           |
| 黃玉郎 | 黃老闆   | 華一聲作家飯局食客 香港漫畫界巨子         |
| 馮志強 | 馮 逢    | 華一聲作家飯局食客 推理小說家             |
| 洪永城 | 阿 城    | 華一聲作家飯局食客 華一聲朋友，鬼故事作家 |
| 黃心美 | 白 雪    | 華一聲作家飯局食客 香港美女詩人           |
| 徐天佑 | 眼科醫生 |                                           |

### 待考
| 演員   | 角色 | 關係／暱稱 |
| 李曼筠 |      |            |
| 泰臣   |      |            |
| 卓韻芝 |      |            |
| 蔣 怡  |      |            |
| 倪晨曦 |      |            |

## 歌曲
| 曲別   | 歌名                      | 作詞   | 作曲                 | 演唱                                |
| ------ | ------------------------- | ------ | -------------------- | ----------------------------------- |
| 主題曲 | 《抱喜》（粵/國語兩版本） | 雷頌德 | 陳詠謙               | 陳慧琳                              |
| 插曲   | 《甜蜜如軟糖》            | 林慕德 | 林振強               | 吳君如、田蕊妮 /原唱：陳秀雯        |
| 插曲   | 《天才與白痴》            | 許冠傑 | 許冠傑/薛志雄        | 甄子丹、谷德昭、鄧梓峰/原唱：許冠傑 |
| 插曲   | 《天才白痴夢》            | 許冠傑 | 許冠傑/薛志雄        | 甄子丹/原唱：許冠傑                 |
| 插曲   | 《唸你》                  | 劉家昌 | 劉家昌               | 劉子千、黃百鳴、溫超、陸永          |
| 插曲   | 《千個太陽》              | 林振強 | M.Gore / D.Pitchford | 甄子丹/原唱：葉德嫻、陳潔靈         |

## 入圍
- 第四屆沖繩國際影畫祭
  - 最佳電影

## 票房
影片在中國大陸上映後，首週三天票房為1360萬元，前兩週共收6080萬元，至2月12日累計7940萬元人民幣。
本片的香港票房為1209萬元港幣。

## 外部連結
- 《八星抱喜》的Facebook專頁
- Yahoo奇摩電影上《八星抱喜》的資料（繁體中文）
- MSN娛樂上《八星抱喜》的資料（繁體中文）

- 開眼電影網上《八星抱喜》的資料（繁體中文）
- 豆瓣电影上《八星抱喜》的資料 （简体中文）
- 时光网上《八星抱喜》的資料（简体中文）
- AllMovie上《八星抱喜》的资料（英文）
- 爛番茄上《八星抱喜》的資料（英文）
- 香港影庫上《八星抱喜》的資料（繁體中文）
- 互联网电影数据库（IMDb）上《八星抱喜》的资料（英文）
- 《八星抱喜》新浪专题 （页面存档备份，存于）
- now電影主頁 （页面存档备份，存于）